# عبدالله بن عيسى الكوكباني
السيد عبد الله بن عيسى بن محمد الحسني الكوكباني (يناير 1762م - ديسمبر 1809م) - (رجب 1175 هـ - ذو القعدة 1224 هـ)، هوفقيه زيدي وشاعر ونثر يمني.
ولد في كوكبان ونشأ فيها في عائلة هاشمية، وهو من نسل يحيى شرف الدين. مأخوذة من جماعة من العلماء بينهم والده وعبد القادر بن أحمد. برع في عدة فنون كالحديث والأدب وعلم الآلة. جرت عدة تحقيقات قانونية بينه وبين محمد بن علي الشوكاني. له كتب عديدة في مواضيع مختلفة.
توفي في مسقط رأسه عن عمر يناهز 47.   

## سيرة شخصية
هو أبو علي فخر الدين عبد الله بن عيسى بن محمد بن الحسين بن عبد القادر بن ناصر بن عبد الرب بن علي بن شمس الدين بن يحيى شرف الدين، الحسني الكوكباني. ولد في رجب 1175 / كانون الثاني 1762 في كوكبان ونشأ فيها. حفظ القرآن على محمد بن صالح البصير، وحفظ كثير من كتب الفقه واللغة، وأخذه عن يحيى بن صالح الشهري وقرأه على أبيه. برع في العلوم الحديثة والأدب وعلوم الآلة. له العديد من الآداب والمراجعات في الفقه مع محمد بن علي الشوكاني.
لديه العديد من الكتب، ومجموعة من أنظمته. توفي في مسقط رأسه ذو القعدة 1224 / كانون الأول 1809.

## المنشورات
«أرسل المقالة لحل المشكلة،» (العنوان الأصلي: إرسل المعقل إيلا العيشكل) رد فيه على رسالة الشوكاني لحل المشكلة.
«شروق الشمس بغياب الخشوع لتجاوز ركعة صلاة الجمعة» (العنوان الأصلي: إشراق الطالعة في عيد الإيتداد بعيديارك ركعة من الجمعي).
«إزالة الموضع من أحاديث الزكاة». (العنوان الأصلي: عزلة المشكاة عن أحاديث الزكاتي).
«ريحان الروح في إملاء فضائل السيد الروح» ترجمة والده.
القبض على الأنف على توفيق النبال. ) وفيه رد على رد الشوكاني على رسالته بإرسال المقال
«الحدائق التي تنبت من أزهار أبناء العصر شكيم» أو «حدائق التحف لمن يلبس لباس الأدب والتحف»، (العنوان الأصلي: << الحدايق المطلقات من زهور إيبنا العسر الشقيقة. >> عو << حدائق التحاف فيمان طراده بريده العادب والطهافو) ترجمات لشعراء زمانه.
«خلع الأعذار في ريحان الأعذار» مجموعة شعرية.
«لقطة جيدة لحاشد السيد». (العنوان الأصلي: التسويب الجيد على حاشيد السيد).
«العزاء والمنع في عدم طرد اليهود من اليمن».
«ثرثرة الخاطر في ترجمة محمد بن الحسين بن عبد القادر» (العنوان الأصلي: نعمات الخاطر في ترجمات محمد بن الحسين بن عيد القادر).
«سحب القرعة في جمعة مشروطة».
«لواحق على الجاردنز» (العنوان الأصلي: اللواحى علاء الحديقي).
جماعة أدبية يجمع فيها شعره ونثره.
اكتمل «السيف الهندي في طريق الشيخ نجدي» (العنوان الأصلي: السيف الهندي في عيانة طارق الشيخ النجدي) عام 1218، رداً على السلفية الوهابية.
«رسالة بخصوص تحريم الزكاة على بني هاشم». (العنوان الأصلي: رسالة في تحريم الزكاة على بني هاشم)